# Cees Paauwe
Cees Paauwe (* 3. November 1977 in Dronten) ist ein ehemaliger niederländischer Fußballspieler.

## Karriere
Bereits zwischen 1995 und 2000 spielte Paauwe beim FC Twente Enschede. Gleich im ersten Jahr bei den Profis, gab er sein Debüt in der Eredivisie. Auf seinen nächsten Ligaeinsatz musste er bis 1998/99 warten. In der Zwischenzeit stand Paauwe ständig im Schatten von Sander Boschker, der uneingeschränkten Nummer eins beim FC Twente.
Im Sommer 2000 wechselte er schließlich in die Eerste Divisie zum SC Cambuur-Leeuwarden. Dort sollte der nach dem Abstieg der Wiederaufstieg erfolgen, was zweimal verpasst wurde.
2002 ging der Torhüter wieder nach Enschede zurück und wurde im Jahr darauf, nachdem Boschker zu Ajax Amsterdam transferiert wurde, Stammtorhüter. Dabei bestritt er 21 Ligapartien. Bis dahin und auch danach kam Paauwe nie auf mehr als fünf Einsätze pro Eredivisie-Saison. Nach Boschkers Rückkehr zur Saison 2003/04 rückte Paauwe wieder an die zweite Position.
In der Winterpause derselben Spielzeit wechselte er deshalb zu Ligakonkurrent ADO Den Haag. Nach eineinhalb Jahren zog es ihn aber wieder zurück nach Enschede. Dort angekommen sbolvierte ein einziges Ligaspiel und fungierte die meiste Zeit als dritter Torhüter hinter Nikolaj Michajlow und Sander Boschker.
Im Sommer 2010 wechselte er zum Aufsteiger Excelsior Rotterdam, wo er seit Saisonbeginn einen Stammplatz im Tor innehatte.
Nach einem Jahr wechselte er kurzfristig in die dritte niederländische Liga zu Quick' 20, bevor er nur einen Monat später sich wiederum in der Eeredevisie dem Club NEC Nijmegen anschloss, wo er seine Karriere 2012 beendete.

## Erfolge
- Niederländischer Meister mit Twente Enschede: 2009/10

## Wissenswertes
- Paauwes älterer Bruder Patrick Paauwe ist ein ehemaliger Spieler von Borussia Mönchengladbach und spielte zuletzt beim VVV Venlo.